# Paul Scheuermeier

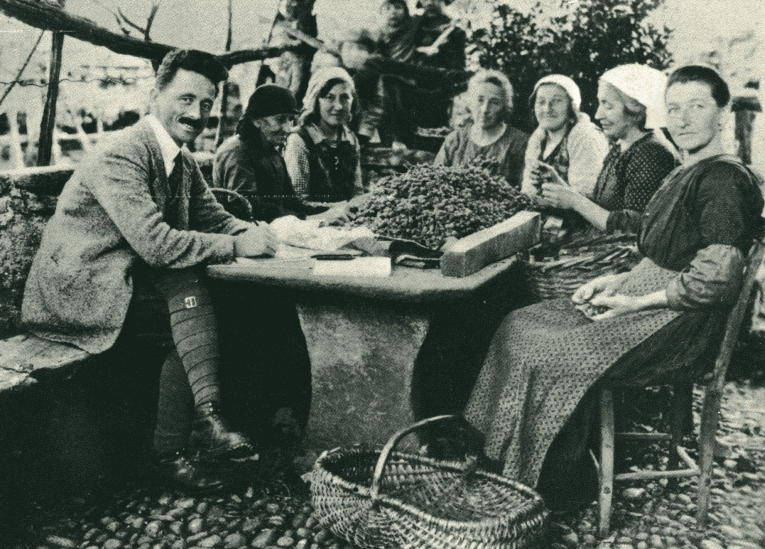
Paul Scheuermeier mit italienischen Bäuerinnen (1919)

Paul Scheuermeier (* 25. September 1888 in Zürich; † 13. August 1973 in Bern) war ein Schweizer Romanist und Dialektologe. Er war massgeblich an der Erarbeitung des  Sprach- und Sachatlasses Italiens und der Südschweiz beteiligt.

## Leben und Werk
Paul Scheuermeier wurde 1888 in Zürich geboren. 1907 legte er am Gymnasium Winterthur die Matura ab. Er absolvierte vom Wintersemester 1907/08 bis zum Wintersemester 1909/1910 ein Lehramtsstudium an der Universität Zürich. Im Frühling 1909 begleitete er seinen Bruder auf einer neunwöchigen Italienreise bis nach Bari. Er arbeitete zunächst als Primarlehrer, später als Sekundarlehrer in Bauma.
Im Frühjahr 1913 immatrikulierte er sich erneut an der Universität Zürich. Noch im selben Jahr nahm er an einer von Louis Gauchat und Jakob Jud geleiteten Exkursion des Romanischen Seminars nach Graubünden teil. In den Sommern 1915 und 1916 unternahm er für seine Dissertation Forschungsreisen nach Graubünden, ins Tessin und in die Westschweiz. 1918 brachte er seine Dissertation zum Abschluss.
Im Frühjahr 1919 fragte ihn Jud an, «für ihn und Karl Jaberg in Italien zu reisen, um für einen zu schaffenden italienischen Sprachatlas die Mundartaufnahmen zu machen». Nach seiner Zusage bildeten Jaberg und Jud ihn im Sommer 1919 «in zahlreichen Besprechungen und praktischen Übungen (…) in der Methode der Aufnahme lebender Mundarten weiter aus und machten ihn mit den speziellen Zielen eines linguistischen Atlasses bekannt. Nachdem wir uns dabei ein aussergewöhnlich günstiges Urteil über die wissenschaftliche, moralische und physische Eignung von Herrn Dr. Scheuermeier erworben hatten, hielten wir es für angezeigt, mit ihm einen Vertrag abzuschliessen, der seine Aufgaben, Pflichten und Rechte gegenüber der Unternehmung fest umschreibt».
Im November 1919 begann Scheuermeier mit den Sprach- und Sachaufnahmen für den Sprach- und Sachatlas Italiens und der Südschweiz. Sein von Jaberg und Jud vorgezeichneter Weg führte ihn zunächst nach Graubünden und ins Tessin, im Frühjahr 1920 überschritt er die Grenze nach Italien. Anstatt der ursprünglich angesetzten zwei Jahre für die Exploration der Südschweiz und Oberitaliens war Scheuermeier letztlich bis April 1925 unterwegs. In diesem Zeitraum führte er bis hinunter nach Rom insgesamt 306 Aufnahmen durch.
Mit der Rückkehr in die Schweiz und dem Antritt einer Stelle als Gymnasiallehrer in Bern war Scheuermeiers Mitarbeit am AIS nicht beendet. Zusammen mit Jaberg und Jud war während der Explorationszeit ein «Drei-Bund, eine Art wissenschaftlicher Rütli-Bund» entstanden. Scheuermeier verwendete die Ferien der folgenden Jahre darauf, zusammen mit dem Berner Kunstmaler Paul Boesch auf das Sachliche gerichtete Ergänzungsreisen durchzuführen. Die Ergebnisse dieser Forschungen gingen in die Publikation des Bauernwerks (1943) ein, das Scheuermeiers Namen im Zusammenhang mit der Arbeit am AIS bekannt macht. Die insgesamt zwei Bände – der zweite erschien 1956 – präsentierten mit insgesamt 873 Fotografien und 922 Zeichnungen und Holzschnitten (von Paul Boesch) die sachkundliche Materialsammlung der Exploratoren. 
1963 wurde Scheuermeier in die Florentiner Accademia della Crusca aufgenommen. Er starb 1973 in Bern.